# Adolar Gottlieb Julius Herre
Adolar Gottlieb Julius (Hans) Herre ( 1895 - 1979) fue un botánico y explorador alemán, siendo líder de recolecciones en Sudáfrica, y allí fue curador del Jardín Botánico de la Universidad de Stellenbosch

## Honores

### Eponimia
Géneros
- (Aizoaceae) Herrea Schwantes[2]

- (Aizoaceae) Herreanthus Schwantes[3]

Especies
- (Aizoaceae) Cleretum herrei (Schwantes) Ihlenf. & Struck[4]

- (Amaryllidaceae) Brunsvigia × herrei F.M.Leight. ex W.F.Barker[5]

- (Asteraceae) Senecio herreianus Dinter[6]

- (Crassulaceae) Adromischus herrei (W.F.Barker) Poelln.[7]

- (Euphorbiaceae) Tirucalia herrei (A.C.White, R.A.Dyer & B.Sloane) P.V.Heath[8]

- (Geraniaceae) Monsonia herrei (L.Bolus) F.Albers[9]

- (Iridaceae) Moraea herrei (L.Bolus) Goldblatt[10]

- (Oleandraceae) Oleandra herrei Copel.[11]

- (Portulacaceae) Avonia herreana (Poelln.) G.D.Rowley[12]

- (Ranunculaceae) Clematis herrei H.Eichler[13]

- La abreviatura «A.G.J.Herre» se emplea para indicar a Adolar Gottlieb Julius Herre como autoridad en la descripción y clasificación científica de los vegetales.[14]